# Каміноморіско
Каміноморіско (ісп. Caminomorisco) — муніципалітет в Іспанії, у складі автономної спільноти Естремадура, у провінції Касерес. Населення — 1232 особи (2010).
Муніципалітет розташований на відстані близько 220 км на захід від Мадрида, 95 км на північ від Касереса.
На території муніципалітету розташовані такі населені пункти: (дані про населення за 2010 рік)
- Арролобос: 128 осіб
- Камброн: 28 осіб
- Камбронсіно: 198 осіб
- Каміноморіско: 743 особи
- Деесілья: 25 осіб
- Уерта: 57 осіб
- Ріомало-де-Абахо: 53 особи

## Демографія
Динаміка населення (INE ):